# Ximending

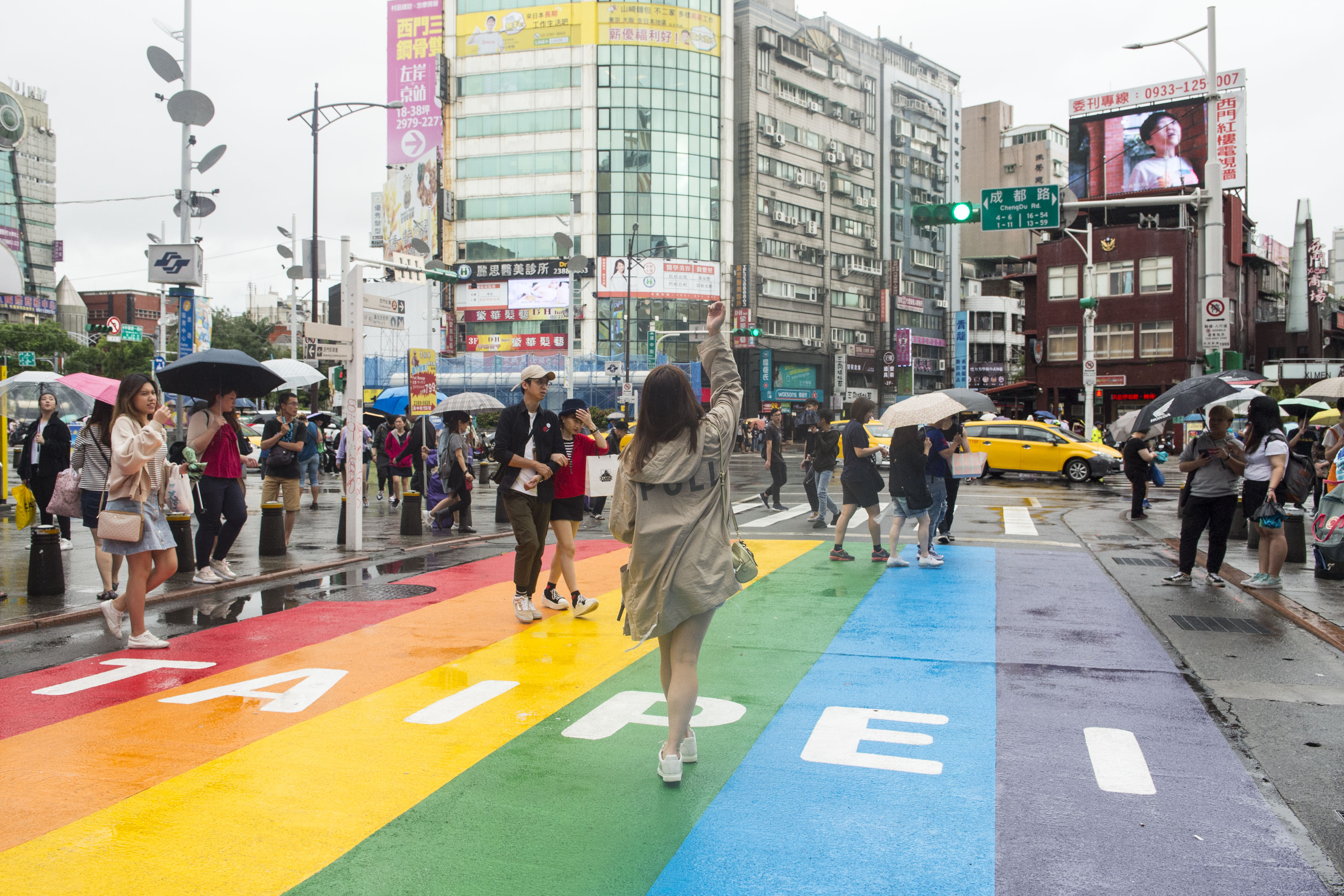
Ximending

Ximending (chinesisch 西門町, Pinyin Xīméndīng, Pe̍h-ōe-jī Se-mn̂g-ting, taiwanisch Se-mêng-ting) ist ein internationales Vergnügungsviertel im Nordosten des Bezirks Wanhua, Taipeh in Taiwan. Es gilt als beliebtes Ziel bei Touristen, vor allem bei jüngeren Reisenden nach Taipeh. In Ximending gab es seit den späten 1990er Jahren die erste Fußgängerzone von Taipeh. Dort befinden sich das Honglou-Theater und die „Tätowierungsstraße“.

## Geschichte

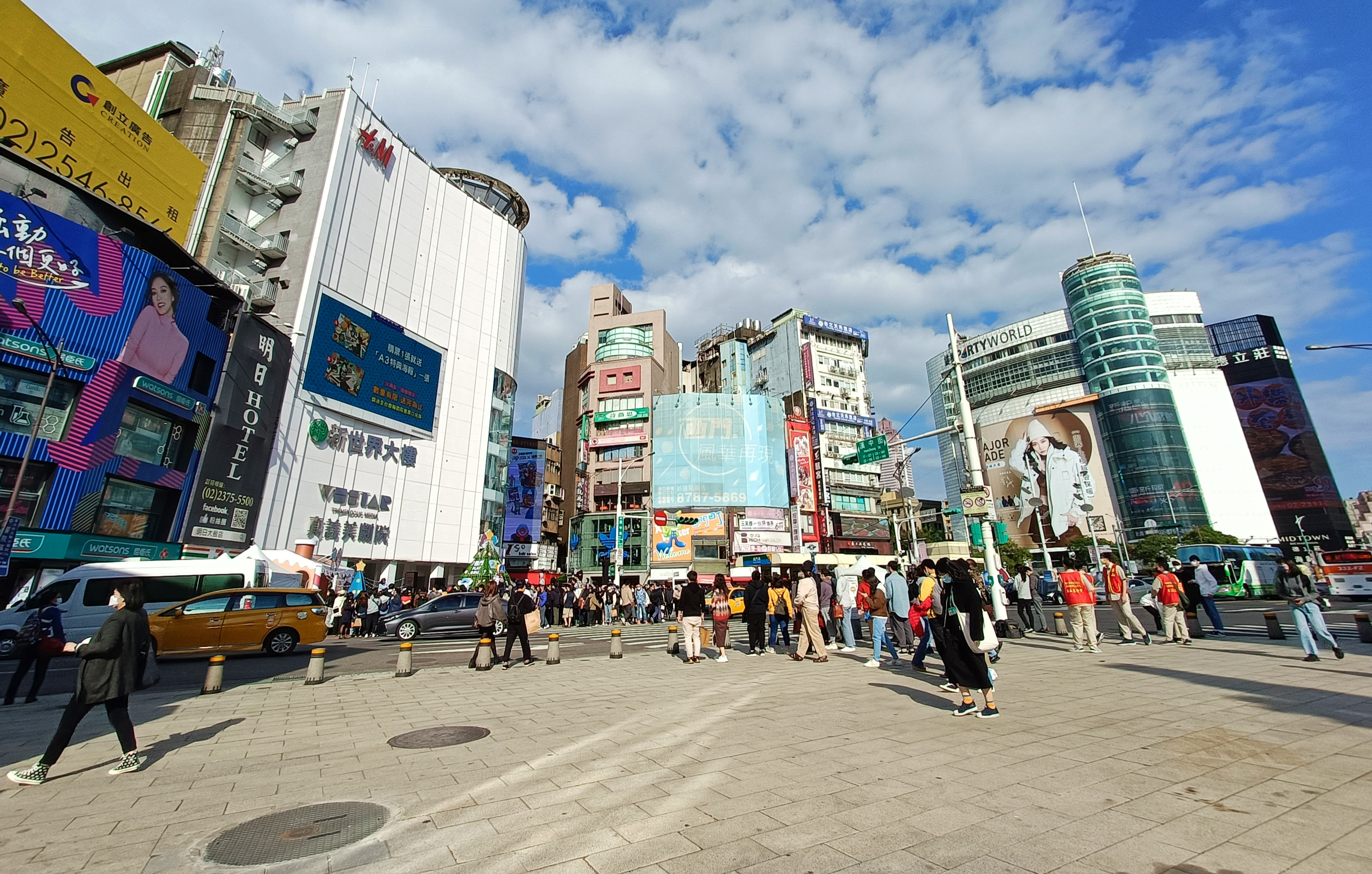
Ximending

Der Name des Vergnügungsviertels „Ximending“ (dt. etwa „West-Tor-Stadtviertel; “„Viertel am Westtor“) leitet sich aus dem Namen einer Verwaltungseinheit während der Herrschaftszeit der Japaner (1895 bis 1945) her. Er stammt ursprünglich aus der alten Lage des Gebietes, weil es früher im westlichen Teil der Stadt Taipeh lag. Damals bestand es lediglich aus einigen Straßenzügen, wie der Chengdu-, der Xiningnan-, der Kunming- und der Kangding-Straße. Während einer Verwaltungsreform im Jahre 1897 wurde die Fläche von Ximending vergrößert. Später beschlossen die Japaner, dort ein ähnliches Vergnügungsviertel wie Asakusa, Tokio, aufzubauen.
Bis in die 1980er Jahre war Ximending das attraktivste Vergnügungsviertel von Taipeh; danach verfiel es allmählich. Nach der Jahrtausendwende wurde es durch den Bau der Bannan-Linie (Metro Taipei) und die Erschließung des Zhonghua-Boulevards wiederbelebt.

## Attraktionen

### Ximen Honglou-Theater

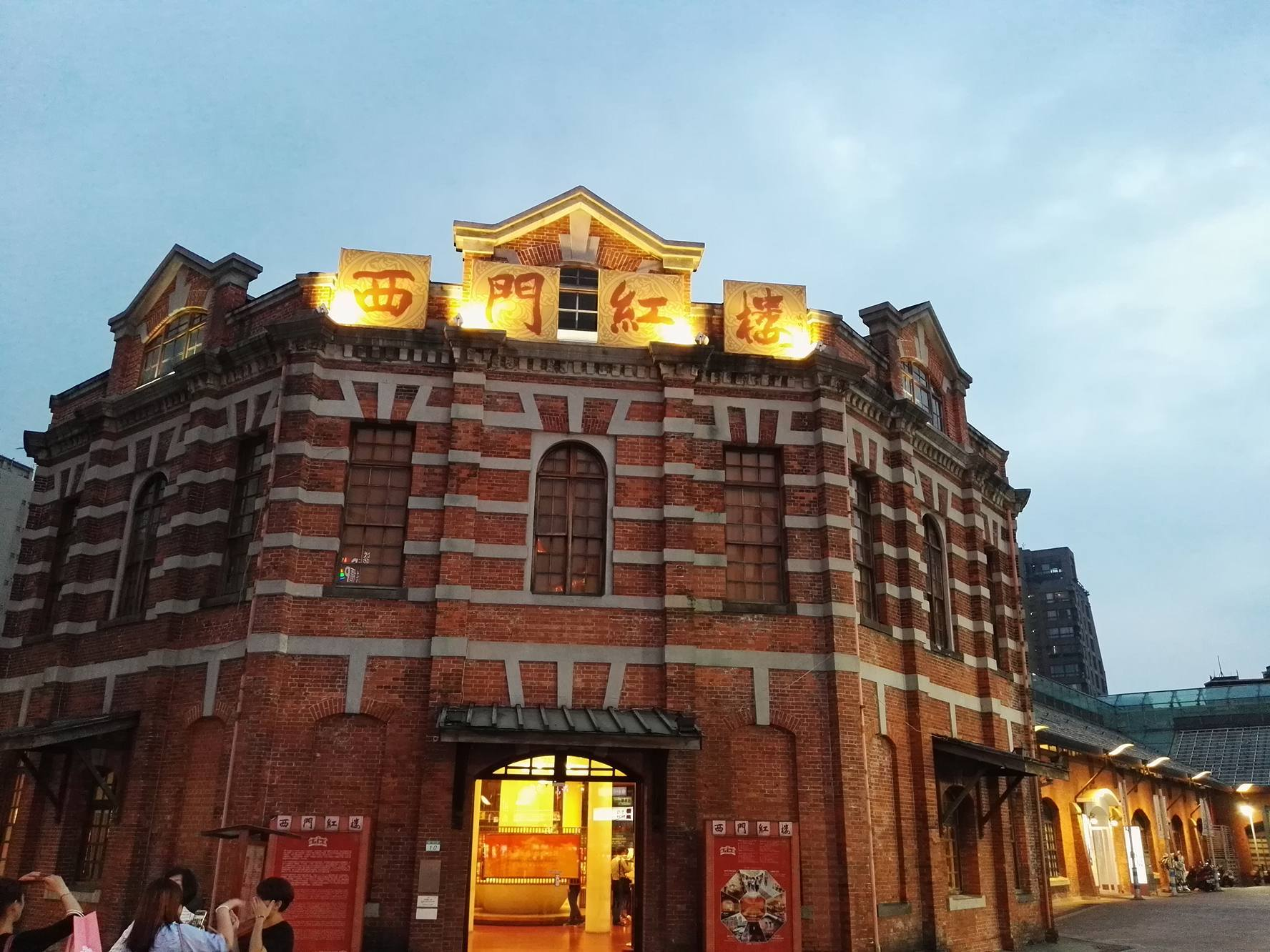
Ximen-Honglou-Theater

Das Ximen Honglou (kurz Honglou-Theater) liegt in der Chengdu-Straße. Es wurde im Jahr 1908 im Stil westlicher Einflüsse erbaut. Man nannte es aufgrund der achteckigen Bauform Bajiaotang („Oktogon-Halle“), wobei jede Seite des Gebäudes acht Meter lang ist. Nach dem chinesisch-japanischen Krieg (1937 bis 1945) wurde der Name in Honglou-Theater geändert.
Seit 1945 ist das Theater im Besitz der Stadtregierung; im Jahr 1949 hat ein Geschäftsmann aus Shanghai es gemietet, um dort Geschäfte zu machen. Bei einem Brand im Jahr 1990 wurde das Theater leicht zerstört, woraufhin die Stadtregierung es wieder unter eigene Verwaltung stellte. Jetzt gibt es dort verschiedene Aufführungen wie Theaterstücke, Peking-Opern, Modernen Tanz, Konzerte.

### Nishi Hongan-ji-Tempel
In Ximending liegt ein historischer japanischer Tempel, der Nishi Hongan-ji genannt wird. Während der japanischen Kolonialzeit wurde er im damaligen Viertel Xinqiting (heute Wanhua) mit einer Fläche von 8.623 Quadratmeter gebaut. In der japanischen Kolonialzeit galt er als größter japanischer Tempel in Taiwan. Die meisten Teile des Tempels wurden durch ein Feuer im Jahr 1975 zerstört. Heute wird der Tempel als historisches Relikt von der Regierung geschützt.

### Cinema-Park
Der jetzige Taipei Cinema Park in der Kangding-Straße war ab 1934 das Betriebsgelände eines japanischen Erdgasunternehmens. Im Jahr 2001 wurde es in einen Park umgestaltet und ist seither die größte Grünfläche in diesem Areal. 2009 wurde der Park zu einem „Cinema Park“ umgestaltet, einem Ort, der Kultur und Kunst zur Verfügung steht. Vielfältige Aktivitäten wie Filmfeste, Open-Air-Kinos und gemeinschaftliche Kunstausstellungen werden hier veranstaltet.

### Weitere
Die von amerikanischer Kultur geprägte „Amerika-Gasse“ befindet sich in der Kunming-Straße und ist eine der beliebtesten Sehenswürdigkeiten bei Touristen. Dort befinden sich viele kleine Läden, die Kleidung im amerikanischen Stil verkaufen und deren Wände mit vielfältigem Graffiti gestaltet sind.
Im Jahr 2000 eröffnete der Tätowierer Lee Yaoming in der Hangzhong-Straße den ersten Tätowierladen. Es folgten weitere – zu Hochzeiten sieben Läden. Die Straße wird seither „Tätowierungsstraße“ genannt. Es gibt in Ximending viele kleine Bistros und Imbissbuden, die Spezialitäten aus Taiwan und auch vom chinesischen Festland anbieten.